# Willem Vis
Willem Vis (Leiden, 29 februari 1936 - Leiden, 13 juni 2007) was een Nederlands medailleur.
Reeds op zeer jonge leeftijd was hij actief als illustrator. Op 21-jarige leeftijd kreeg hij in 1957 de artistieke leiding bij Koninklijke Van Kempen & Begeer. Gedurende zijn tijd in dienst bij het bedrijf kreeg hij les van beeldhouwer Rudi Rooijackers. Nadat Vis het bedrijf verliet in 1971 werkte hij verder op freelance basis voor een groot aantal bedrijven, waaronder de Koninklijke Nederlandse Munt, Koninklijke Munt van België en Britse Koninklijke Munt. 
Hij werkte gedurende zijn aanstelling bij Koninklijke van Kempen & Begeer ook als cartoonist voor de Haagsche Courant. In 1980 werd hij aangesteld als directeur van de Vrije Academie te Voorschoten en Leidschendam. 
Willem Vis ontwierp in totaal ongeveer 145 munten voor enkele tientallen landen en ruim 1000 penningen, waaronder een schroefdaalder met de beeltenis van koningin Beatrix (2005) in samenwerking met Paul Huybrechts.
- Biografisch Portaal: 64106427
- RKD-Nederlands Instituut voor Kunstgeschiedenis: 81216